# Стромберг, Нильс
Нильс Стро́мберг (швед. Nils Stromberg), при рождении Нильс Браттман (25 марта 1646, Йёнчёпинг — 16 августа 1723, замок Класторп, лен Сёдерманланд) — шведский военачальник, генерал-лейтенант (1703), генерал-губернатор шведской Эстляндии (1706—1709), с 1709 года — генерал-губернатор Лифляндии и начальник гарнизона Рижской крепости во время её осады войсками Б. П. Шереметева в 1709—10 годах.

## История получения дворянского титула
При рождении будущий генерал получил фамилию Браттман, но в 1674 году его семье было пожаловано дворянское достоинство и новая фамилия Стромберг. Окончательно Нильс начал подписываться как Стромберг в 1699 году после того, как король Карл XII пожаловал ему титул барона (friherre). В 1703 году он получил звание генерал-лейтенанта, а в 1706 году получил титул графа и был направлен на должность управителя Эстляндии, в которой в это время велись продолжительные военные действия между российской армией и гарнизонами шведских крепостей. Позже к своей дворянской фамилии он добавил приставку Клавстроп по названию своего фамильного поместья в Сёдерманланде. В настоящее время его поместные владения принадлежат муниципалитету Катринехольм.

## Военная карьера
Поступил на шведскую военную службу, с 1689 года — командир Скараборгского полка, в 1697 году получил чин генерал-майора. Участвовал в событиях Северной войны, с 1703 года — генерал-лейтенант, участвовал в Польском походе Карла XII, осаде Торна и Эльбинга.
В 1706 году сопровождал Карла XII в его походе в Саксонию, в том же году назначен генерал-губернатором Эстляндии. В 1709 году назначен генерал-губернатором Лифляндии.

## Оборона Риги

### Дислокация русских войск
27 октября 1709 года к Риге из Динабурга подошли части российской армии: к силам Шереметева были присоединены четыре драгунских полка генерал-поручика Родиона Боура и отряд донских казаков под командованием Митрофана Лобанова. Стромберг распоряжался гарнизоном численностью 13 400 человек, город также защищали 563 пушки, 66 мортир и 12 гаубиц. Крепость Дюнамюнде в устье Даугавы, в 80-е годы XVII века обустроенная Дальбергом, также была осаждена практически одновременно с подходом российского войска к Риге, её оборонял комендант Штакельберг.

### Осадные действия русской армии
После первой массированной бомбардировки города, которая фактически не причинила особого вреда, основной войсковой контингент отправился на квартирование на зиму, а под Ригой был оставлен отряд Никиты Репнина в 6000 человек, которому была поручена блокада города. Вскоре, 12 декабря 1709 года, в ходе «бархатной» бомбардировки, мортирная бомба попала в пороховой склад, который взорвался, оставив защитников города без порохового резерва, чем спровоцировал рост упаднических настроений. Шведская армия не смогла оперативно прийти на помощь Стромбергу, запертому в крепости, во-первых, по причине зимы, а во-вторых, Шереметев и Меньшиков ранней весной 1710 года соорудили по приказу Петра I свайно-бревенчатый мост, на обеих сторонах от которого были поставлены пушки, препятствовавшие транспортировке продовольствия осаждённым. Например, 28 апреля 1710 года девять шведских судов так и не смогли прорваться через линию и форсировать укрепления осаждающих, столкнувшись со шквальным огнём русских пушек. К тому же в стане осаждённых начался Великий мор, унёсший жизни многих горожан.

### Сдача Риги
С учётом этих обстоятельств, не благоприятствовавшим защитникам Риги, Шереметев предложил коменданту и гарнизону сдаться. Российская армия готовила штурм крепости, были привезены свежие бомбы, а шведская военная помощь по-прежнему не могла прорваться сквозь заградительный огонь артиллерийских орудий, расставленных по берегам Даугавы. Стромберг отказался сдать город, и Шереметев начал бомбардировку, выпустив по городу, по некоторым данным, 3389 бомб с начала июня 1710 года. 25 июня 1710 года Стромберг вступил в переговоры с армией Шереметева, но больше не из-за желания избежать урона от русских ядер, а поскольку остзейское купечество настоятельно убеждало графа отказаться от бесперспективного сопротивления. К 4 июля была достигнута договорённость о сдаче города, и гарнизон Стромберга (всего 5132 солдат) во главе со своим командиром под музыку литавр беспрепятственно покинули Ригу.

## Затянувшийся плен
Однако 30 сентября в Санкт-Петербурге с пунктами капитуляции ознакомился Пётр Первый, решивший задержать шведский гарнизон в качестве почётных пленников. Стромберг, до этого также пребывавший в позиции то ли пленника, то ли свободного человека, был оперативно доставлен в столицу поближе к царю, а несколько позже, в конце 1710 года, между сторонами состоялся обоюдовыгодный обмен. Стромберга обменяли на российского военачальника Адама Адамовича Вейде, который оказывал стойкое сопротивление шведам в Нарвском сражении 19 ноября 1700 года, но попал в плен, в котором промаялся до 1710 года.

## Возвращение в Стокгольм
В 1711 году граф Стромберг в конце концов возвратился в Стокгольм и был назначен на пост президента Национального судебного правления Государственных земель и фондов, по-другому называвшегося Камер-коллегией. Ему подчинялись и подведомственные Камер-коллегии учреждение — Шведское агентство по Государственному управлению (Statskontoret).